# Куо
Куо — один из адамава-убангийских языков, относящийся к группе мбум-дай. Распространён в Камеруне (Северный регион) и Чаде (регион Восточный Логон, департамент Монт-де-Лам). Общее число носителей — около 20 тысяч человек (2011 год), из них 8 тысяч в Камеруне и 12,3 тысяч в Чаде.

## Письменность
Письменность на основе латинского алфавита: A a, B b, Ɓ ɓ, D d, Ɗ ɗ, E e, Ɛ ɛ, F f, G g, Gb gb, H h, I i, K k, Kp kp, L l, M m, Mb mb, Mgb mgb, N n, Nd nd, Nz nz, Ŋ ŋ, Ŋg ŋg, O o, Ɔ ɔ, P p, R r, S s, T t, U u, V v, Vb vb, W w, Y y, Z z.
Назализация гласных обозначается тильдой под ними (a̰ и др.). В более ранних версиях алфавита вместо тильды использовался диакритический знак седиль (a̧). Тона обозначаются диакритическими знаками — грависом (à), акутом (á) и гачеком (ǎ).